# Паолизи
Паолизи (итал. Paolisi) је насеље у Италији у округу Беневенто, региону Кампанија.
Према процени из 2011. у насељу је живело 1519 становника. Насеље се налази на надморској висини од 267 м.

## Становништво
Према резултатима пописа становништва 2011. у општини је живело 1.983 становника.
| 1931. | 1936. | 1951. | 1961. | 1971. | 1981. | 1991. | 2001. | 2011. |
| ----- | ----- | ----- | ----- | ----- | ----- | ----- | ----- | ----- |
| 2.060 | 2.133 | 2.320 | 1.913 | 1.627 | 1.733 | 1.680 | 1.758 | 1.983 |